# 张泾河
张泾河又名张泾，是位於中華人民共和國上海市松江區和金山區境內的一條河流，也是黃浦江的支流，全长28公里（一說26.4公里）。张泾河北起黃浦江，途徑泖港镇、朱泾镇、亭林镇、吕巷镇、张堰鎮、金山卫镇，南至金山卫镇金卫城河。
1958年冬，张泾河拓宽以及疏浚、截弯取直，新运盐河并入张泾河。1972年至1975年期間，上海石油化工总厂为了水运，张泾河再次被拓宽浚深，同時金山卫西城河并入张泾河。十三五期間，张泾河南延伸整治工程展開，工程北接金卫城河，南出杭州湾。